# Euploea latifasciata
Euploea latifasciata is een vlinder uit de familie Nymphalidae, onderfamilie Danainae.
De wetenschappelijke naam van de soort is voor het eerst geldig gepubliceerd in 1885 door Gustav Weymer.
De soort komt alleen voor in Indonesië.